# Micronotus quadriundulatus
Micronotus quadriundulatus is een rechtvleugelig insect uit de familie doornsprinkhanen (Tetrigidae). De wetenschappelijke naam van deze soort is voor het eerst geldig gepubliceerd in 1892 door Redtenbacher.